# Universiteit van de Zuidelijke Grote Oceaan

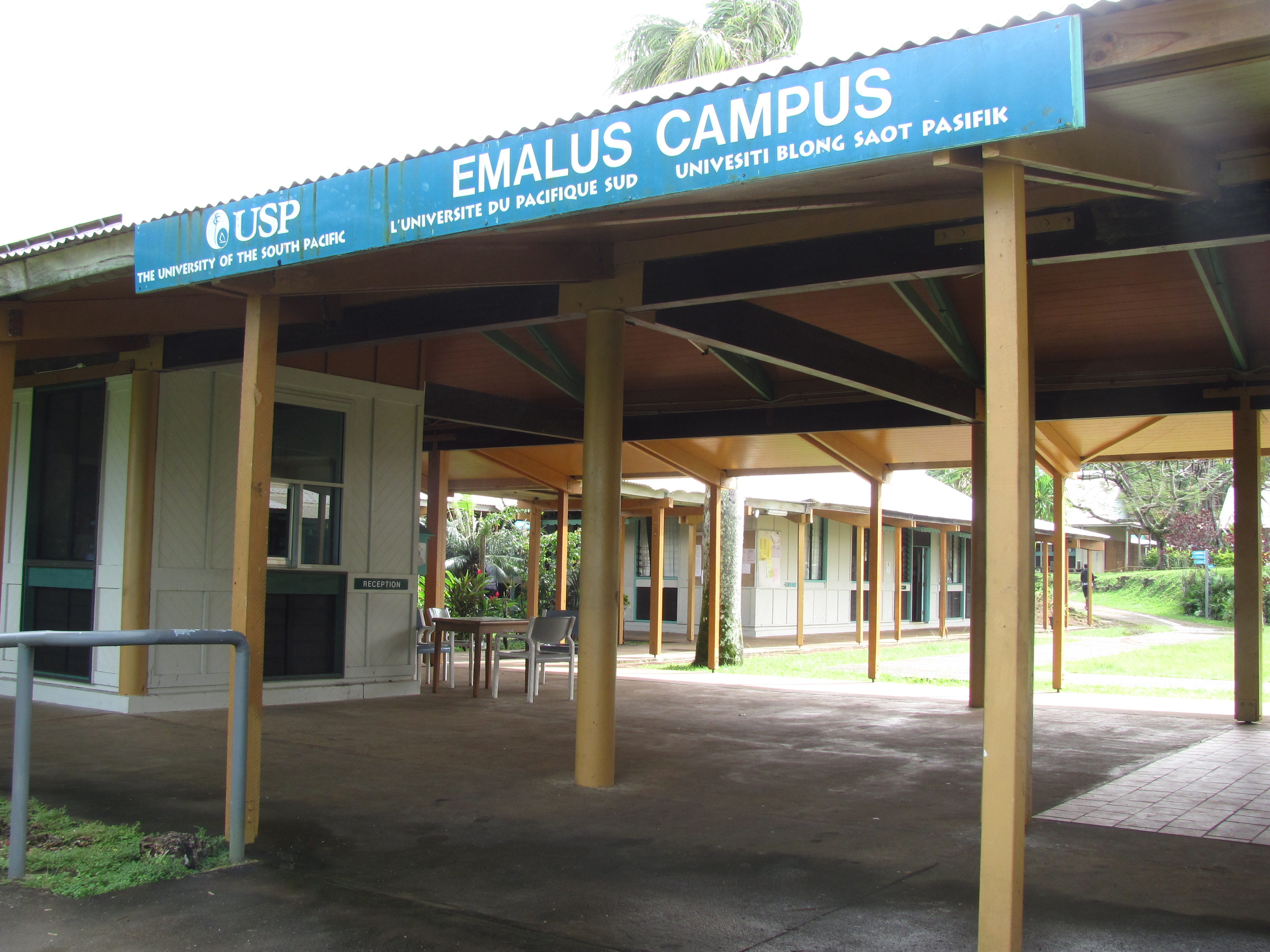
Universiteit van de Zuidelijke Grote Oceaan

De Universiteit van de Zuidelijke Grote Oceaan (Engels: University of the South Pacific, USP) is de gezamenlijke universiteit van negen staten en drie territoria in Oceanië: Fiji, Kiribati, Marshalleilanden, Nauru, de Salomonseilanden, Samoa, Tonga, Tuvalu, Vanuatu en de Nieuw-Zeelandse territoria de Cookeilanden, Niue en Tokelau. De hoofdzetel is gevestigd in de Fijische hoofdstad Suva, maar elk land en territorium behalve Tokelau heeft zijn eigen vestiging. In Fiji zijn naast in Suva ook vestigingen in Labasa en Lautoka.
Toerisme is voor veel landen in die regio een dermate serieuze bron van inkomsten geworden dat de bevolking zelf de gelegenheid moest krijgen zich daar in te ontwikkelen (ook interregionaal). De USP biedt dan ook gespecialiseerde studies aan op het gebied van toerismemanagement.